# Herrschaft Purschenstein

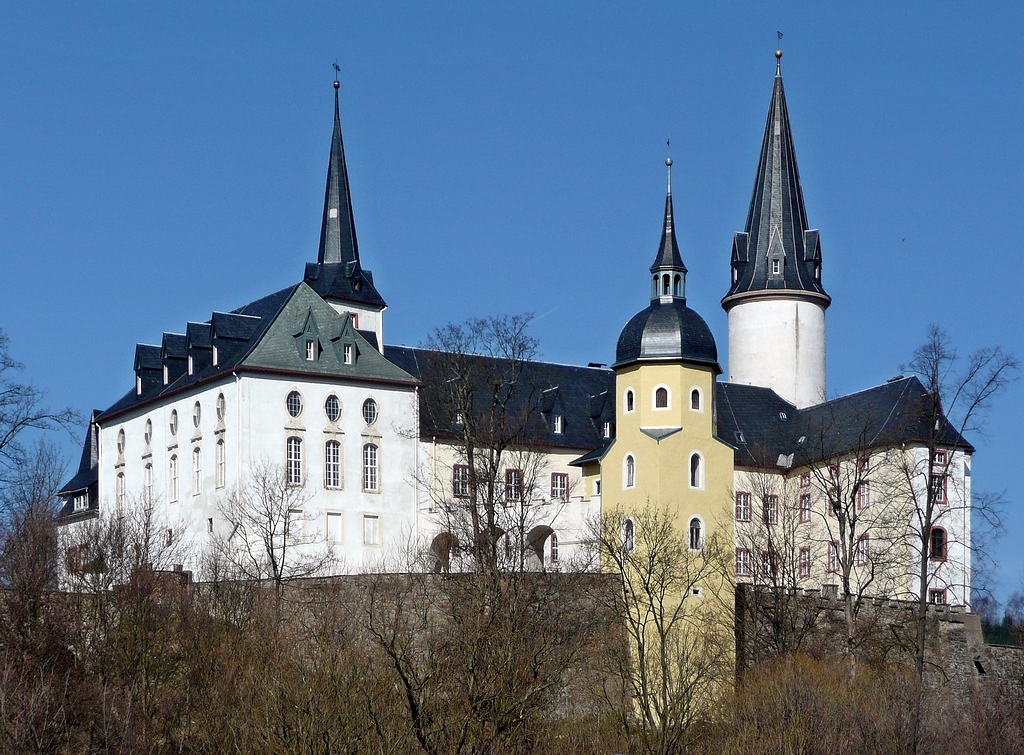
Blick auf Schloss Purschenstein in Neuhausen, Mittelpunkt der Herrschaft Purschenstein

Die Herrschaft Purschenstein war eine territoriale Verwaltungseinheit im Kurfürstentum Sachsen. Sie gehörte seit 1696 zum Amt Freiberg, blieb aber im Besitz der Herren von Schönberg.

## Geographische Ausdehnung
Das Gebiet der Herrschaft Purschenstein mit dem Schloss Purschenstein, der Stadt Sayda, dem Vasallenbergamt Seiffen und dem Rittergut Pfaffroda befand sich im oberen Osterzgebirge. Es wurde von der Flöha von Ost nach West durchflossen. Im Süden bildete die Schweinitz die Grenze zum Königreich Böhmen. Im Norden waren die Saydaer Höhe (728 m) und im Südosten der Deutscheinsiedler Sattel (720 m) geographische Erhöhungen.
Die Herrschaft lag im Südosten des heutigen Erzgebirgskreises und im Südwesten des heutigen Landkreises Mittelsachsen.

## Angrenzende Verwaltungseinheiten
| Amt Wolkenstein (Exklave Großhartmannsdorf) | Kreisamt Freiberg                           | Amt Frauenstein                           |
| Amt Lauterstein                             | Kompassrose, die auf Nachbargemeinden zeigt | Amt Lauterstein (Exklave Einsiedler Wald) |
| Amt Frauenstein (Exklave Hirschberger Wald) | Königreich Böhmen                           |                                           |

## Geschichte

### Die Herrschaft Purschenstein im Besitz der Herren von Riesenburg
Zu Beginn der in diesem Gebiet aus Böhmen einsetzenden Besiedelung gehörte das Gebiet um Purschenstein und Sayda zum Herrschaftsbereich der böhmischen Hrabischitzer (auch Herren von Riesenburg genannt). Als man im 12. Jahrhundert das erste Silber im Erzgebirge fand, gründeten diese das Zisterzienserkloster Ossegg (heute tschechisch: Osek), welches eine entscheidende Rolle bei der Besiedelung der Herrschaft einnimmt. Ende des 13. Jahrhunderts gehörte zu den Besitztümern der Hrabischitzer unter anderem die Stadt Sayda, die Burg Purschenstein und die Dörfer Clausnitz, Cämmerswalde, Dittersbach, Neuhausen, Deutscheinsiedel, Seiffen, Heidersdorf und weiter westlich Reukersdorf, Hallbach, Schönfeld, Pfaffroda, Dittmannsdorf, Ullersdorf und Friedebach. 1253 kam es zum Tausch des Hrabischitzer Besitzes im Osterzgebirge gegen österreichische Ländereien des Meißner Markgrafen Heinrich den Erlauchten. Der böhmische König Wenzel II. und der meißnische Markgraf Friedrich I. tauschten im Jahr 1299 die Ländereien zurück. Nach dem Tod von Wenzel III. im Jahr 1307 riss Markgraf Friedrich den Hrabischitzer Besitz wieder an sich. Seitdem waren die Hrabischitzer Lehnsherren des sächsischen Markgrafs in dieser Gegend. Die 1289 erstmals erwähnte und von Boresch I. (Borso) errichtete Burg Purschenstein („Castrum Borsensteyn“) diente als Zoll- und Geleitsburg am alten böhmischen Steig, einer Salzstraße von Leipzig über den Deutscheinsiedler Sattel nach Prag.

### Die Herrschaft Purschenstein im Besitz der Herren von Schönberg
1350 wurde den Brüdern Boresch und Slavko von Riesenburg das Lehen an den Burgen Sayda und Purschenstein übertragen. Zwei Jahre später verkauften die beiden Brüder die sächsischen Güter an die Herren von Schönberg und verzichteten damit auf die sächsischen Ländereien. Seit dem Jahr 1352 gehörte auch die Stadt Sayda zur Herrschaft. Die Herren von Schönberg residierten zunächst auf der Burg Sayda und später auf der Burg Purschenstein. Zwischen 1350 und 1426 wird neben den Herren von Schönberg auch abwechselnd der Burggraf von Meißen aus dem Geschlecht der Meinheringer als Besitzer angegeben. Ab 1426 werden endgültig die Markgrafen von Meißen als Lehnsherren und die Herren von Schönberg als Besitzer der Herrschaft Purschenstein angegeben. Seit der Leipziger Teilung 1485 gehörte die Herrschaft Purschenstein zur albertinischen Linie der Wettiner.
Das Rittergut Purschenstein ist seit 1551 nachweisbar. 1584 entstand an Stelle der Burg Sayda ein Vorwerk. Caspar Heinrich von Schönberg förderte während des Dreißigjährigen Krieges (1618–1648) die Ansiedlung protestantischer Glaubensflüchtlinge (Exulanten) aus dem habsburgischen Böhmen. Es entstanden in der durch Pest und Krieg entvölkerten Herrschaft zahlreiche neue Orte.
Bei der Schönberger Teilung im Jahr 1578 kam es zur Teilung des schönbergischen Besitzes der Herrschaft Purschenstein. Dabei kam der Hirschberger Wald zwischen Seiffen im Osten und der böhmischen Grenze im Westen als Exklave zur schönbergischen Herrschaft Frauenstein hinzu. 1650/51 verlor der Purschensteiner Familienast derer von Schönberg das Rittergut Pfaffroda an den Sachsenburger Familienast, wodurch Pfaffroda mit seinen zugehörigen Orten eine eigene Herrschaft wurde. 1653 kam es zu einer Flurteilung des Ortes Deutscheinsiedel östlich von Seiffen in der Herrschaft Purschenstein. Der vom sächsischen Kurfürsten gekaufte Anteil des Ortes östlich von Neuhausen mit dem Einsiedler Revier und dem Clausnitzer Wald kam als Exklave zum Amt Lauterstein. Der bei der Herrschaft verbliebene Teil des Ortes wurde später Bad Einsiedel genannt. Seit 1696 gehörte die Herrschaft Purschenstein zum Kreisamt Freiberg. Sie blieb aber weiterhin im Besitz der Familie von Schönberg, das Schloss Purschenstein sogar bis zur Enteignung im Jahr 1945.
Kurz vor Auflösung des Kreisamts Freiberg mit der Herrschaft Purschenstein kam der Ort Deutschgeorgenthal zum Amt Frauenstein.

### Das Vasallenbergamt Seiffen
1324 begannen die Hrabischitzer mit dem Bergbau in der Gegend um Seiffen. In der zweiten Hälfte des 15. Jahrhunderts wurde um den Bergflecken Seiffen mit dem Zinnbergbau im festen Gestein begonnen. 1480 erhielt Caspar von Schönberg zu Purschenstein das Recht, die Bergwerke auf niedere Metalle auf seinen Gütern selbst zu verleihen, wodurch Seiffen in der Folgezeit Amtssitz eines schönbergischen Bergmeisters wurde. Um 1600 wurde das „Vasallenbergamt Seiffen“ eingerichtet. Es umfasste im Jahr 1778 fünfzehn Ortschaften im Seiffener Winkel. Nach dem Rückgang des Zinnbergbaus in den folgenden Jahrhunderten wurde die Holzbearbeitung zum Wirtschaftsfaktor der Region, von der u. a. der Spielzeugort Seiffen Zeugnis ist. In der Glashütte Heidelbach wurde u. a. Gebrauchsglas hergestellt. 1821 bestand das Vasallenbergamt aus dem Bergmeister, dem Berg- und Gegenschreiber, dem Geschworenen, dem Schichtmeister und den Bergamtsboten. Die Zugehörigkeit zu einem Bergamtsrevier war über Jahrhunderte nicht restlos geklärt. So erhoben bis ins 19. Jahrhundert die Bergamtsreviere Freiberg und Marienberg ihre Ansprüche auf das Amt. Das Bergamt wurde 1849 aufgelöst.

### Das Rittergut und die Herrschaft Pfaffroda
Das Rittergut Pfaffroda ist seit 1512 nachweisbar. Bis 1650 war das Rittergut Pfaffroda und seine zugehörigen Orte Teil der Herrschaft Purschenstein und gehörten somit zum Besitz der Familie von Schönberg (Purschensteiner Linie). Danach wurde aus Pfaffroda mit seinen Dörfern Dittmannsdorf, Hallbach, Schönfeld, Reukersdorf und den von böhmischen Exulanten nach 1650 neu gegründeten Orten Hutha (anteilig),  Nieder- und Oberneuschönberg eine selbständige Herrschaft unter Caspar von Schönberg aus der Linie Sachsenburg-Mittelfrohna gebildet.

## Zugehörige Orte
| Ort                                                 | heutige Ortszugehörigkeit       | Bemerkungen |
| --------------------------------------------------- | ------------------------------- | --- |
| Neuhausen mit dem Schloss Purschenstein             | Gemeinde Neuhausen/Erzgeb.      | |
| Cämmerswalde mit Hainberg, Dittersbach, Frauenbach  | Gemeinde Neuhausen/Erzgeb.      | |
| Heidersdorf                                         | Gemeinde Heidersdorf            | |
| Niederseiffenbach mit Lässigherd (Herrschaftsseite) | Gemeinde Heidersdorf            | Purschensteiner Anteil von Niederseiffenbach, die Amtsseite gehörte zum Amt Frauenstein und 1831 zum Amt Lauterstein |
| Seiffen                                             | Gemeinde Kurort Seiffen/Erzgeb. | Bergflecken; Kurort seit 1956 |
| Bad Einsiedel                                       | Gemeinde Kurort Seiffen/Erzgeb. | Bad Einsiedel ist der Purschensteiner Anteil von Deutscheinsiedel, der bei der Flurteilung 1653 schönbergisch blieb |
| Deutscheinsiedel (kurfürstlicher Anteil)            | Gemeinde Deutschneudorf         | nach der Flurteilung 1653 als Exklave zum Amt Lauterstein, um 1831 zum Amt Frauenstein |
| Deutscheinsiedel (Herrschaftsseite)                 | Gemeinde Deutschneudorf         | ist der Purschensteiner Anteil von Deutscheinsiedel, der bei der Flurteilung 1653 schönbergisch blieb |
| Bergstadt Sayda mit der Burg Sayda                  | Stadt Sayda                     | |
| Friedebach, Mortelgrund, Pilsdorf, Ullersdorf       | Stadt Sayda                     | |
| Clausnitz mit Neuclausnitz                          | Gemeinde Rechenberg-Bienenmühle | Neuclausnitz wurde um 1820 gegründet |
| Deutschgeorgenthal                                  | Gemeinde Neuhausen/Erzgeb.      | 1680 von böhmischen Exulanten gegründet, um 1831 zum Amt Frauenstein |
| Heidelbach                                          | Gemeinde Neuhausen/Erzgeb.      | 1659 von böhmischen Exulanten gegründet; ein Teil des Ortes mit der Glashütte gehört seit 1. April 1939 zur Gemeinde Seiffen/Erzgeb., die Glashütte zur Gemarkung Seiffen und die vier Wohnhäuser (Ortslistennummer 11 bis 14) zur Gemarkung Heidelberg |
| Heidelberg mit Steinhübel                           | Gemeinde Kurort Seiffen/Erzgeb. | 1656 von böhmischen Exulanten gegründet |
| Eisenzeche (Heidersdorfer Anteil)                   | Gemeinde Heidersdorf            | 1670 von böhmischen Exulanten gegründet, der andere Anteil gehörte zu Oberneuschönberg |
| Deutschneudorf                                      | Gemeinde Deutschneudorf         | 1650 von böhmischen Exulanten gegründet |
| Brüderwiese                                         | Gemeinde Deutschneudorf         | 1666 von böhmischen Exulanten gegründet |
| Deutschkatharinenberg (Herrschaftsseite)            | Gemeinde Deutschneudorf         | 1650 von böhmischen Exulanten gegründet, die Amtsseite gehörte zum Amt Frauenstein und 1831 zum Amt Lauterstein |
| Pfaffroda mit dem Rittergut Pfaffroda               | Stadt Olbernhau                 | ab 1650 zur Herrschaft Pfaffroda |
| Dittmannsdorf, Hallbach, Hutha, Schönfeld           | Stadt Olbernhau                 | ab 1650 zur Herrschaft Pfaffroda |
| Reukersdorf                                         | Stadt Olbernhau                 | ab 1650 zur Herrschaft Pfaffroda |